# Henry Glover
Henry Bernard Glover (* 21. Mai 1921 in Hot Springs, Arkansas; † 7. April 1991 in St. Albans, New York) war ein US-amerikanischer Produzent, Komponist und Arrangeur für ein breites Stilspektrum wie Rock ’n’ Roll, Country, Blues oder Rock für unabhängige US-Plattenlabels wie King Records oder Roulette Records.

## Leben

### Werdegang
Der gelernte Trompeter und Keyboarder spielte nach seinem Schulabschluss 1943 bei schwarzen Tanzmusik-Bands, einschließlich der Bands von Buddy Johnson (ab 1944 als erster Trompeter) und Lucky Millinder (ab 1945). Als er mit letztgenannter Band in Cincinnati auftrat, kam er in Kontakt mit Syd Nathan von King Records. Nathan holte ihn im Juni 1945 zum gerade gegründeten Musiklabel als Produzent, Arrangeur und A&R-Mann. Später bemerkte Glover auch sein Talent als Komponist. Er war der erste schwarze Produzent in der Country-Musik-Szene und der zweite schwarze Manager bei einer weißen Plattenfirma. Er holte Bull Moose Jackson, Bill Doggett und Wynonie Harris aus der Millinder-Band als Interpreten zu King. Die meisten Hillbilly-Interpreten mussten lernen damit umzugehen, dass nun ein schwarzer Produzent und Arrangeur ihnen musikalische Weisungen erteilte. Glover half maßgeblich beim Aufbau des labeleigenen Studios in Cincinnati mit, insbesondere ist auf ihn die Konstruktion von einer der ersten Echo-Kammern zurückzuführen.

### Die Anfänge

Bull Moose Jackson - I Know Who Threw the Whiskey (In the Well)

Seinen ersten Erfolg als Produzent feierte Glover mit Benjamin „Bull Moose“ Jackson. Als erste Platte des neu gegründeten Tochterlabels Queen Records wurde Honey Dripper / Hold Him Joe (Queen #4100) im August 1945 veröffentlicht, allerdings noch ohne Chartnotiz. Aber bereits I Know Who Threw The Whiskey In The Well, aufgenommen am 19. Dezember 1945 in New York, und veröffentlicht im Februar 1946 (Queen #4116) konnte bis auf #4 der eigenständigen Rhythm-&-Blues-Charts vordringen. Mit der Besetzung Harold „Money“ Johnson (Trompete), Bernie Peacock (Altsaxophon), Clarence „Bull Moose“ Jackson und Sam „The Man“ Taylor (Tenorsaxophon), Sir Charles Thompson (Piano), Bernard Mackey (Gitarre), Beverly Peer (Bass) und Dave „Panama“ Francis (Schlagzeug) entstanden in dieser Session 2 weitere Songs in New York, von denen der Slow-Blues Bull Moose Jackson Blues mit We Ain't Got Nothin' But The Blues als Single gepaart wurde und als Queen #4102 noch im selben Monat unter dem Bandnamen Bull Moose Jackson And His Buffalo Bearcats erneut ohne Hitparadenresonanz erschien. Insgesamt blieben danach 8 Aufnahmen unveröffentlicht. Glover sah erst in I Love You, Yes I Do / Sneaky Pete, ausreichendes Hitpotenzial. Sein Gespür gab ihm Recht, denn die von Glover komponierte Blues-Ballade erreichte die Topposition der R&B-Charts und entwickelte sich zum ersten R&B-Millionenseller. Sie erhielt als überhaupt erster Rhythm-&-Blues-Song eine Goldene Schallplatte.

Bull Moose Jackson - I Love You Yes I Do

Inzwischen hatte der Chef des Plattenlabels Nathan im August 1947 das Tochter-Label Queen Records nach nur 75 Singles eingestellt und dessen Katalog auf King Records übertragen, wo dann auch der Song im Oktober 1947 erschien (King #4181). Einige Songs im Repertoire von King Records, und insbesondere von Bull Moose Jackson, waren textlich riskant und liefen Gefahr, nicht im Radio gespielt zu werden wie etwa das besonders vulgäre Nosey Joe (von Jerry Leiber und Mike Stoller geschrieben; März 1952, King #4524) oder das doppeldeutige Big Ten Inch Record (November 1952, King #4580) waren zu suggestiv für ein Airplay. Bull Moose Jackson blieb bis 1955 bei King Records.
Wynonie Harris begann für King Records mit einer Aufnahmesession unter Leitung von Glover in New York City am 13. Dezember 1947, aus der für die im Januar 1948 veröffentlichte Single Rose Get Your Clothes / Wynonie's Boogie (King #4202) ausgewählt wurde. Als 1947 Ivory Joe Hunter zu King kam, wusste Glover ihn musikalisch nicht so richtig einzustufen. Der Erfolgsdruck war groß, denn Hunter hatte das vorherige Pacific-Label mit einem Nummer-1-Hit verlassen. Das gelang bei King nicht; immerhin schaffte Guess Who / Landlord Blues (King #4306) vom Oktober 1949 eine Nummer 2 R&B (mit Owen Bradley, Gitarre). Nach insgesamt 25 Aufnahmen verließ Hunter 1949 das Label und ging zu MGM Records, bei dem wiederum die großen Hits herauskamen.

### Die fünfziger Jahre
Als Nathan im November 1950 das Tochterlabel Federal gründete, beorderte er Glover nach New York City, um dort ein Büro in der 154 West 54th Street für King Records anzumieten und das Talentpotenzial der Stadt abzugreifen.
Henry Glover war auch für einen Teil des Country-Repertoires bei King Records zuständig. So produzierte er Grandpa Jones, Cowboy Copas oder Moon Mullican. Für letzteren produzierte er und komponierte das klassische I'll Sail My Ship Alone, das nach Veröffentlichung im Februar 1950 bis auf Rang eins der Country & Western-Charts vordrang. „Wir standen am Klavier und fügten die Reste einer unfertigen Komposition zusammen, die wir dann noch strukturierten“, erklärte Glover die Entstehungsgeschichte des späteren Tophits.
Glover nahm auch Billy Ward & The Dominoes unter Vertrag, die am 14. November 1950, allerdings unter künftiger Regie von Ralph Bass bei Federal Records, den Chicken Blues aufnahmen und als Federal #12002 im Dezember 1950 veröffentlichten. Glover entdeckte im Jahre 1951 die Doo-Wop-Formation Swallows. Aufgenommen in New York am 6. April 1951, entstand Will You Be Mine / Dearest, das als King #4458 im Mai 1951 direkt eine #9 der R&B-Charts erreichte. Aus der dritten Session vom 10. Oktober 1951 stammt Beside You, von dem Glover erst überzeugt war, als der Leadsänger annähernd die Stimme von Charles Brown imitierte. Die Idee gelang, denn die Platte kam mit #8 noch eine Position höher als die bisher einzige Chartnotiz.
Am 25. Juli 1951 entsteht unter der Regie von Glover ein viel gecoverter Klassiker. Tiny Bradshaws Blues-Band nimmt Train Kept A-Rollin’ auf, an das sich später Johnny Burnette (Oktober 1956), die Yardbirds (November 1965) oder Aerosmith (März 1974) erinnern. Von dieser B-Seite des Knockin‘ Blues wird jedoch keine Notiz genommen, und erst seine Single Soft / Strange (King #4577), aufgenommen am 6. Oktober 1952, erreicht wieder eine gute Platzierung.
Die „5“ Royales hatten schon viel Plattenerfahrung bei Apollo Records gesammelt, als sie im April 1954 zu King Records kamen. Das gelang allerdings nur über einen gerichtlich ausgetragenen Vertragsstreit mit Apollo, den King gewann. Der beim Vorgängerlabel registrierte Erfolg von Glover konnte bei King Records nicht mehr wiederholt werden. Erst die 13. Single bei King Records, Thirty Second Lover / Tears Of Joy vom Mai 1957 und die Nachfolgeplatte Think / I’d better make A Move vom September 1957 schafften jeweils die #9 R&B.
Work With Me Annie (geschrieben von Glover/Nathan) war für die Midnighters vorgesehen, die aber von Bass produziert wurden. Als unter Radio-DJs das Gerücht kursierte, die Midnighters würden als nächste Platte Annie Had A Baby veröffentlichen (sozusagen als biologisches Ergebnis des textlichen Inhalts der Vorgängerplatte Work With Me Annie), musste Glover den Song eilig komponieren, damit er hastig als Federal #12195 im September 1954 veröffentlicht werden konnte. Der Erfolg ist überwältigend, denn die Platte entwickelte sich zu einem weiteren Millionenseller für die Gruppe.

### Die großen Hits
Lonnie Johnson, einer der einflussreichsten Blues- und Jazzgitarristen seiner Zeit, hatte bereits einige Plattenlabels hinter sich gelassen, als er im Dezember 1947 bei King Records anfing. Glover produzierte dort dessen erste Single Tomorrow Night / What a Woman, aufgenommen am 13. Dezember 1947 in New York. Die Platte schaffte Platz 1 der R&B-Charts, die sie 7 Wochen innehatte, und wurde damit zu einer der erfolgreichsten R&B-Aufnahmen des Jahres 1948. Nicht viel schlechter schnitt dann Pleasing You (As Long as I Live) / Feeling so Lonesome im Oktober 1948 ab, das ein Nummer-2-R&B-Hit wurde. Johnson verließ dann 1950 mit seiner Band das King Label, konnte jedoch keine Charthits beim neuen Label mehr platzieren.

Wynonie Harris - Good Rockin’ Tonight

Wynonie Harris kam ebenfalls 1947 zum Label. Es entstand am 28. Dezember 1947 das Cover von Roy Browns Good Rocking Tonight, welches nach seiner Veröffentlichung im Mai 1948 ebenfalls bis zur #1 R&B vordrang. Weitere gute Platzierungen folgten, bis am 13. April 1949 mit All She Wants To Do Is Rock die nächste #1 aufgenommen wurde. Glover kümmerte sich auch um die Aufnahmen von Earl Bostic, dessen erste Platte für King Records das am 23. Januar 1951 aufgenommene Sleep eine #6 der R&B-Charts erreichte. Schon die nächste Single Flamingo (in der ersten Aufnahmesession am 10. Januar 1951 entstanden) brachte es zur Nummer 1. Lucky Millinders Band, bisher bei King Records hitmäßig nicht besonders glücklich, konnte erst mit dem am 28. Februar 1951 aufgenommenen I’m Waiting Just for You eine #2R&B landen. Die von Glover mitkomponierte Platte verharrte dort für 8 Wochen und entwickelte sich zum Millionenseller.
Im Juni 1955 holte Glover den kleinwüchsigen R&B-Interpreten Little Willie John zum King-Label. In der zweiten Aufnahmesession vom 1. März 1956 entstand, nach drei vorausgegangenen guten Platzierungen, mit Fever einer der Klassiker der Pop- und Rockmusik und eine weitere #1 R&B für das Label. Glover hatte Mühe, den Song mit einer ungewöhnlichen Dauer der Aufnahmesession von 6 Stunden plattenreif zu produzieren. Es folgten 40 weitere Singles bis 1964 für King Records, von denen 13 in die R&B-Charts kamen. Fast alle wurden von Henry Glover produziert.
Dessen Jump-Blues-Aktivitäten kulminierten letztlich in der Bill-Doggett-Aufnahme Honky Tonk, der erfolgreichsten Rock-&-Roll-Platte des King-Labels. Aufgenommen am 16. Juni 1956 in New York, bestand der Instrumentaltitel aus einem robusten Tenorsaxophon-Solo von Clifford Scott, unterlegt mit Doggets Orgel und Händeklatschen sowie einem Gitarrenpart von Billy Butler, der Boogie-Gegenfiguren präsentiert. Labelboss Nathan bestätigte, dass der im August 1956 (King #4950) veröffentlichte Instrumental-Hit einen Umsatz von über 4 Millionen Platten erreichte und damit zur umsatzstärksten Single bei King Records avancierte. Das war auch dem enormen Crossover-Erfolg zu verdanken, da die Single auch eine #2 in der Pop-Hitparade belegen konnte. Doggett war von nun an mit seinen von Glover produzierten Instrumentalaufnahmen ein Dauergast in den R&B-Charts.

### Weggang zu Roulette Records

Joey Dee & The Starlighters - Peppermint Twist Part I

Ende 1958 wechselte Glover zu George Goldners Roulette Records. Auch hier übernahm er die Rolle des Produzenten, zuständig für Sarah Vaughan, Dinah Washington, Sonny Stitt und Ronnie Hawkins. Großer Umsatzerfolg kam aber erst mit Joey Dee & the Starliters’ Tanzsong Peppermint Twist, von Glover mitkomponiert und produziert. Der Millionenseller löste ironischerweise am 27. Januar 1962 The Twist in der Coverversion von Twist-König Chubby Checker als #1 Pop ab. Beide Songs waren im Musikverlag Jay & Cee Music registriert, der Glover gehörte. Glover produzierte dann noch mit nachhaltigem Erfolg ab Mai 1966 die Rockband Tommy James & the Shondells bis ins Jahr 1968 hinein, die unter seiner Regie ebenfalls einige Millionenseller hervorbrachte.

### Weitere Aktivitäten
Als der Labelboss Sydney Nathan am 5. März 1968 verstarb und seine gesamte zweite Führungsebene bereits längst das King Records-Label verlassen hatte, kehrte Henry Glover zu seinem einstigen Arbeitgeber zurück, bis das führungslose Label von Starday Records noch im Jahre 1968 übernommen wurde. Danach produzierte er das Grammy-Award-Album The Muddy Waters Woodstock Album von Altstar Muddy Waters (1975) oder 1976 Paul Butterfields LP Put It in Your Ear.
Glovers Verdienste für King Records waren nicht zu unterschätzen. Er hatte mit seinen teilweise pionierhaften Produktionen und Kompositionen einen großen Anteil am Aufbau eines umfassenden Katalogs insbesondere im Country & Western-Bereich sowie bei Jump-Bluesbands und einen hohen Anteil an Chart-Hits des gesamten Labels. Er war mitverantwortlich für die Entwicklung des Rhythm & Blues und Jump-Blues in den fünfziger Jahren. Glover wurde sowohl in die Country Music Hall of Fame als auch in die Rock and Roll Hall of Fame aufgenommen.

## Kompositionen
Von Glovers insgesamt 453 Kompositionen, die er meist mit den Originalinterpreten auch produziert hatte, sind insbesondere zu erwähnen:
Blues Stay away From Me von den Delmore Brothers avancierte im September 1949 zum größten Country-Hit des Jahres, I’ll Sail My Ship Alone mit Moon Mullican vom März 1950 (gecovert von Jerry Lee Lewis), I’m Waiting Just For You für Hawkshaw Hawkins im Oktober 1951 (gecovert von Hank Penny, Otis Williams & Charms und Lucky Millinders Band) oder Glovers erfolgreichste Komposition, das viel gecoverte Drown in My Own Tears für Sonny Thompson vom März 1952 (Gesang Lula Reed) oder Rock Love im Jahre 1954 für Lula Reed (gecovert von den Fontane Sisters). Er war Ko-Autor der meisten frühen Songs von Bull Moose Jackson; auf sein Konto gehen daneben eine ganze Reihe weiterer Hits. Als Hank Ballard & The Midnighters im Februar 1959 vom Tochterlabel Federal zu King Records wechselten, schrieb Glover für sie die Liebesballade Teardrops On Your Letter.